# 노먼 스틸먼

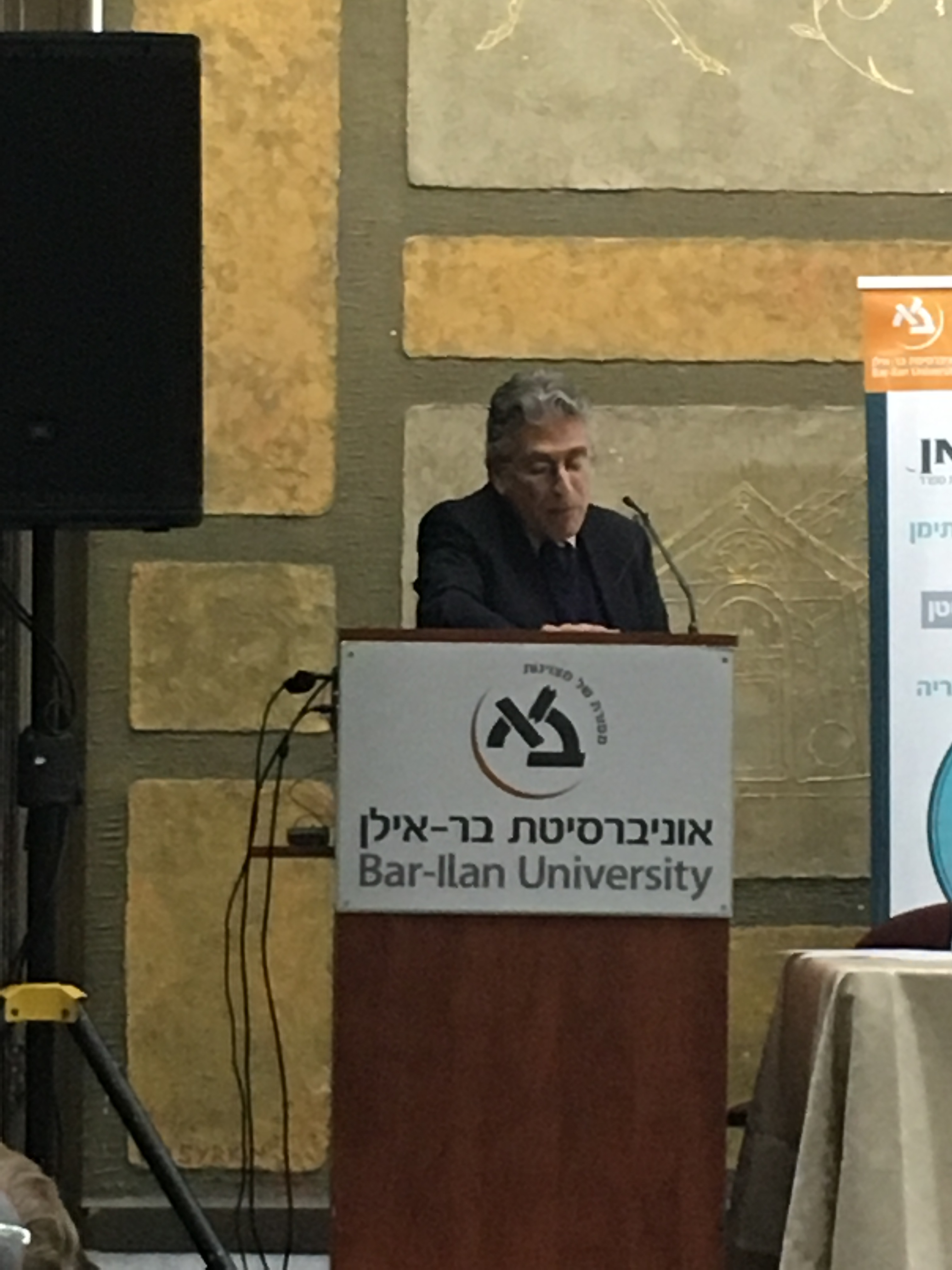

노먼 아서 스틸먼(Norman Arthur Stillman, 1945-) 혹은 노암 (Noam, נועם )은 오클라호마 대학의 유대역사 학장이며 교수이다. 그는 유대인과 이슬람 문화의 관계사에 정통한 학자이며 동방 문화와 유대인에 대해 연구하고 있다. 주력 분야는 북아프리카에 살던 유대인 공동체이며 주요 작품으로는 The Jews of Arab Lands: a History And Source Book, Sephardi Religious Responses to Modernity가 있다.

## 생애
그는 펜실베니아 대학에서 공부했으며 예술을 전공했고 1970년 동양학 석사를 취득했다. 그는 뉴욕 유대 신학대학교 특별 연구원이기도 했으며 교육에 관련해서는 여러 상을 휩쓸었다.
그는 동료이자 동양언어와 역사 전공 교수인 예디다 칼픈 스틸먼과 결혼했다. 그녀도 오클라호마 대학 교수이다.

## 저서
- The Jews of Arab Lands: A History and Source Book(1979)
- The Jews of Arab Lands in Modern Times (1991)
- The Language and Culture of the Jews of Sefrou: An Ethnolinguistic Study (1988)
- Sephardi Religious Responses to Modernity (1995)
- Samuel Romanell's Travail in an Arab Land (1989, 예디다 칼픈 스틸먼과 합작)
- From Iberia to Diaspora: Studies in Sephardic History and Culture (1998)
- Sephardi Religious Responses to Modernity (1995)
- Meḥḳere 'edot u-Genizah (1981)
- Studies in Judaism and Islam (1981)
- Arab Dress: A Short History: From the Dawn of Islam to Modern Times (2000)